# コーンウォール (フリゲート)
コーンウォール (HMS Cornwall, F99) は、イギリス海軍の22型フリゲート。

## 艦歴

### 運用
ヤーロウシップビルダーズによって1983年12月14日に起工された。1985年10月にクライド川で進水し、1988年にファルマスで就役した。
1992年、西インド諸島警備船として西インド諸島に配備され、バミューダ、トルトラ、ベリーズ、バハマ、ペンサコーラ、キーウェスト、キュラソーを訪問した後、ノーフォーク、ボストン、ハリファックスを経由して帰還した。1994年、シンガポールなど東アジア諸国を訪れた。その帰途に、1942年4月に旧日本軍の爆撃によって沈められたカウンティ級重巡洋艦で同名のコーンウォールの沈没現場に立ち寄って花輪を捧げた。
1996年、ロシア海軍の300周年記念式典に出席した後、NATOの大西洋常設海軍の旗艦を務めた。 2001年、アフガニスタン侵攻にイギリス海軍任務部隊の一員として参加した。 
2002年にエリザベス2世女王のゴールデンジュビリーの祝典の一環として21発の祝砲を行った。
2003年には再び大西洋常備海軍に従事し、地中海でアクティブエンデバー作戦を支援した。
2007年3月23日、コーンウォールに乗船していた15人の水兵と海兵隊員が、係争中の領海の近くで密輸の疑いのある船舶を定期的に捜索した際、イスラム革命防衛隊の海軍部隊によって拘束された。
2011年2月、連合海事軍の一部としてアデン湾で活動している間、海賊に拿捕されていた漁船から5人のイエメンの漁師の救出と、17人のソマリアの海賊を捕縛した。

### 退役後
コーンウォールは2011年6月30日に退役し、その船鐘は10月18日にトゥルーロ大聖堂に贈られた。
その後ポーツマスに牽引され、そこで姉妹船カンバーランド、キャンベルタウン、チャタムと共に処分を待っていた。2013年1月に売却され、7月にスウォンジードライドックに売却され、解体された。